# Helina leai
Helina leai este o specie de muște din genul Helina, familia Muscidae, descrisă de Malloch în anul 1926. Conform Catalogue of Life specia Helina leai nu are subspecii cunoscute.